# IC 1407/1
IC 1407/1 је галаксија у сазвијежђу Пегаз која се налази на листи објеката дубоког неба у Индекс каталогу.
Деклинација објекта је + 3° 25' 36" а ректасцензија 21h 52m 23,4s. Привидна величина (магнитуда) објекта IC 1407 износи 14,1 а фотографска магнитуда 15,1. IC 14071 је још познат и под ознакама CGCG 376-48, 2ZW 152, PGC 67538.